# Lijst van rijksmonumenten in Ee
De plaats Ee (Ie) telt 15 inschrijvingen in het rijksmonumentenregister. Hieronder een overzicht.
| Object                                                                                                  | Oorspronkelijke functie? | Bouwjaar                                                                        | Architect | Locatie                     | Coördinaten?                 | Nr.?  | Afbeelding                                                                                     |
| --- | ------------------------ | ------------------------------------------------------------------------------- | --------- | --------------------------- | ---------------------------- | ----- | ---------------------------------------------------------------------------------------------- |
| Woonhuis onder dwars zadeldak tussen twee topgevels                                                     | Woonhuis                 |                                                                                 |           | Greate Loane 11             | 53° 19' 52" NB, 6° 6' 1" OL  | 31562 | Woonhuis onder dwars zadeldak tussen twee topgevels                                            |
| Woning onder zadeldak tussen topgevels                                                                  | Werk-woonhuis            | 1804                                                                            |           | Greate Loane 9              | 53° 19' 52" NB, 6° 6' 0" OL  | 31561 | Woning onder zadeldak tussen topgevels                                                         |
| Pand met vernieuwde voor- en zijgevels onder schilddak met dakkapel en hoekschoorstenen                 | Werk-woonhuis            | ca. 1870                                                                        |           | Greate Loane 2              | 53° 19' 51" NB, 6° 6' 1" OL  | 31563 | Meer afbeeldingen                                                                              |
| Boerderij met woonhuis tegen topgevel met zesruitsvensters                                              | Boerderij                | eind 18e eeuw                                                                   |           | Lytse Loane 16              | 53° 19' 48" NB, 6° 6' 7" OL  | 31564 | Boerderij met woonhuis tegen topgevel met zesruitsvensters                                     |
| Unia Zathe                                                                                              | Boerderij                | 1815                                                                            |           | Omgong 7-8                  | 53° 19' 50" NB, 6° 6' 6" OL  | 31567 | Meer afbeeldingen                                                                              |
| Hervormde kerk van Ee                                                                                   | Kerk en kerkonderdeel    | 1225-1250 (schip) 1525-1550 (kap) 1808 (koorsluiting) 1869 (toren) 1957 (rest.) |           | Omgong 1                    | 53° 19' 50" NB, 6° 6' 3" OL  | 31568 | Meer afbeeldingen                                                                              |
| Onderkelderd woonhuis met ingang in het midden en zesruitsvensters onder schilddak met hoekschoorstenen | Woonhuis                 | ca. 1840                                                                        |           | Omgong 4                    | 53° 19' 51" NB, 6° 6' 4" OL  | 31569 | Meer afbeeldingen                                                                              |
| Woning onder zadeldak tussen topgevels met zesruitsvensters en tweelichtskozijnen in de toppen          | Woonhuis                 | mog. 18e eeuw                                                                   |           | Humaldawei 13               | 53° 19' 57" NB, 6° 5' 55" OL | 31570 | Woning onder zadeldak tussen topgevels met zesruitsvensters en tweelichtskozijnen in de toppen |
| Terp Dijkshorne                                                                                         | Archeologisch monument   | 12e-13e eeuw                                                                    |           | Tibsterwei 19               | 53° 20' 39" NB, 6° 8' 11" OL | 45909 | Upload foto                                                                                    |
| Oudeterp                                                                                                | Archeologisch monument   | 7e eeuw                                                                         |           | Tibsterwei 15               | 53° 20' 19" NB, 6° 7' 25" OL | 45910 | Upload foto                                                                                    |
| Terp Tibma                                                                                              | Archeologisch monument   | 5e-7e eeuw                                                                      |           | t.h.v. Tibsterwei 14        | 53° 20' 16" NB, 6° 6' 42" OL | 45911 | Upload foto                                                                                    |
| Terp | Archeologisch monument   | verm. middeleeuws                                                               |           | t.h.v. Dr. Ruinenstrjitte 2 | 53° 19' 41" NB, 6° 6' 19" OL | 45914 | Upload foto                                                                                    |
| Terp | Archeologisch monument   | 12e-13e eeuw                                                                    |           | t.h.v. Humaldawei 27        | 53° 20' 4" NB, 6° 5' 47" OL  | 45915 | Upload foto                                                                                    |
| Terp | Archeologisch monument   | 5e-7e eeuw                                                                      |           | bij Skieppereed 21?         | 53° 19' 48" NB, 6° 5' 20" OL | 45918 | Upload foto                                                                                    |
| Terp 't Heeg                                                                                            | Archeologisch monument   | 5e-7e eeuw                                                                      |           | bij Skieppereed 24?         | 53° 19' 36" NB, 6° 5' 6" OL  | 45919 | Upload foto                                                                                    |